# Registratore di dati incidente

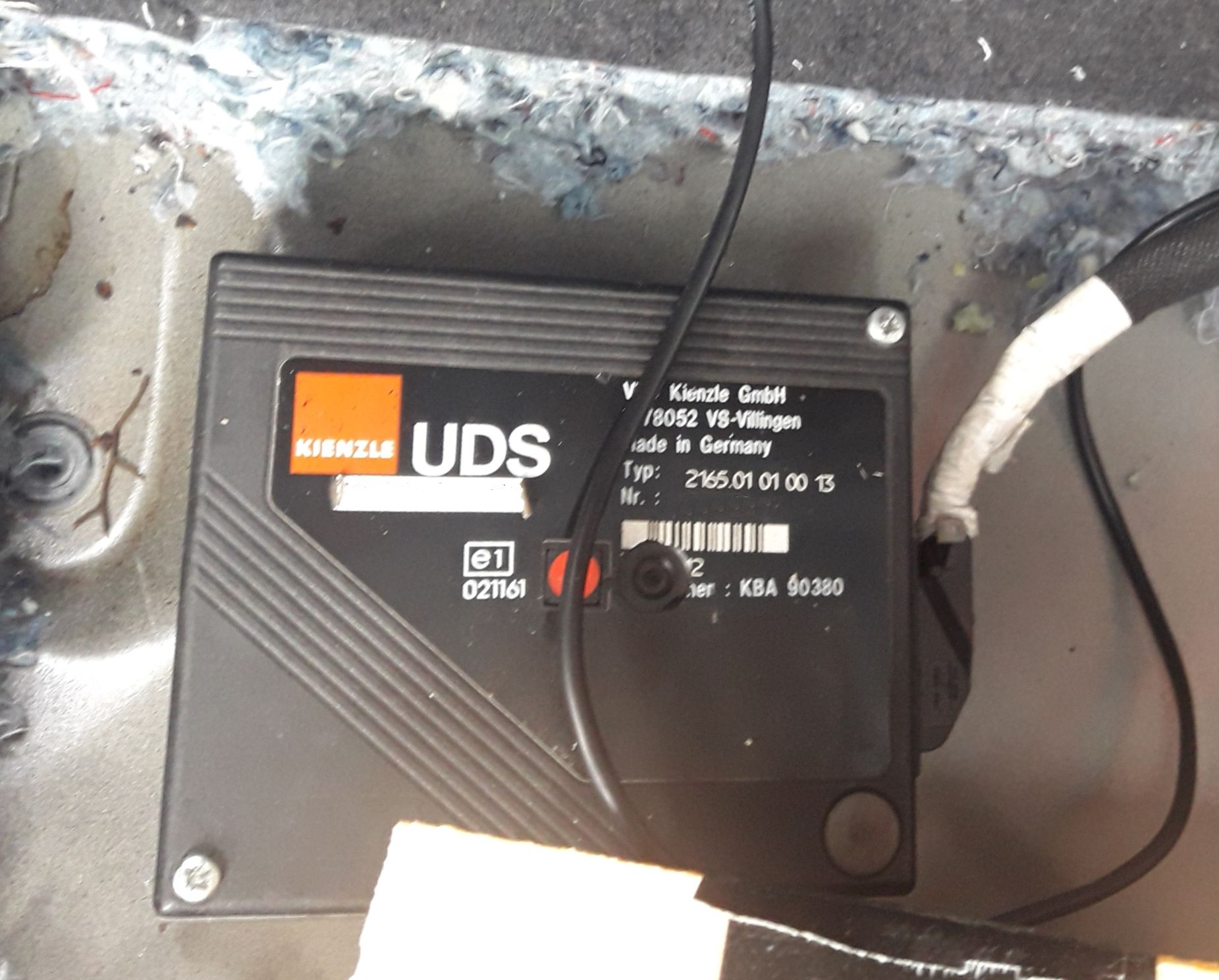
Registratore di dati incidente UDS 2165 (VDO Kienzle Version 1.3) - Situazione di installazione durante il crash test

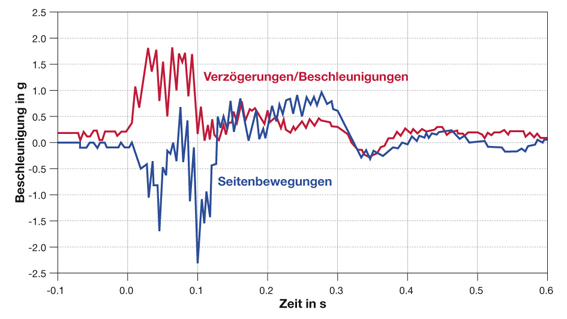
Esempio di una curva di dati di un registratore di crash che viene registrato in un incidente stradale.

Il "Registratore dei Dati di Incidente", conosciuto come "Scatola Nera" (in tedesco "Unfalldatenspeicher", abbreviato in "UDS", o "Unfall(daten)schreiber"), chiamato in Svizzera anche "Registratore della Distanza da Percorrere" (in tedesco "Restwegaufzeichnungsgerät", abbreviato in "RAG"), è un dispositivo elettronico autonomo che registra i dati rilevanti prima, durante e dopo un incidente stradale e svolge una funzione simile a un registratore di volo.
Può essere installato facoltativamente su veicoli a motore (automobili, camion, autobus e veicoli speciali) al fine di ottenere informazioni più accurate sulle dinamiche di un incidente. 
In alcuni paesi esistono regolamenti per l'installazione obbligatoria su diversi veicoli. Il RAG registra costantemente vari dati del veicolo come velocità, direzione di marcia, accelerazione tangenziale e trasversale del veicolo, stato delle luci, indicatori di direzione e frenata. 
Questi dati vengono registrati e mantenuti in memoria per un periodo di tempo prima di essere automaticamente cancellati.
In caso di incidente rilevato da una forte decelerazione del veicolo (imputata statisticamente ad un impatto) i dati presi prima e dopo l'evento rimangono memorizzati in modo permanente. Questo può rendere molto più facile la ricostruzione di eventi dopo un incidente, in maniera tale da chiarire (nei limiti del possibile) la colpevolezza del conducente.
Molti veicoli di forze dell'ordine o mezzi di soccorso (come ad esempio volanti di polizia e  ambulanze), sono equipaggiati con questo dispositivo, spesso utilizzato nelle contestazioni per l'uso di sirena e luci lampeggianti o in quelle per il rispetto delle regole nell'attività su strada. Un effetto dei veicoli equipaggiati con UDS è che i conducenti si comportano con maggiore cautela sulla strada. Secondo un'indagine della Commissione dei trasporti dell'UE, gli utenti provvisti di UDS hanno registrato un calo del 20-30% degli incidenti stradali.
Il registratore di dati incidente viene spesso utilizzato da esperti o istituzioni in crash test come dispositivo di misurazione.

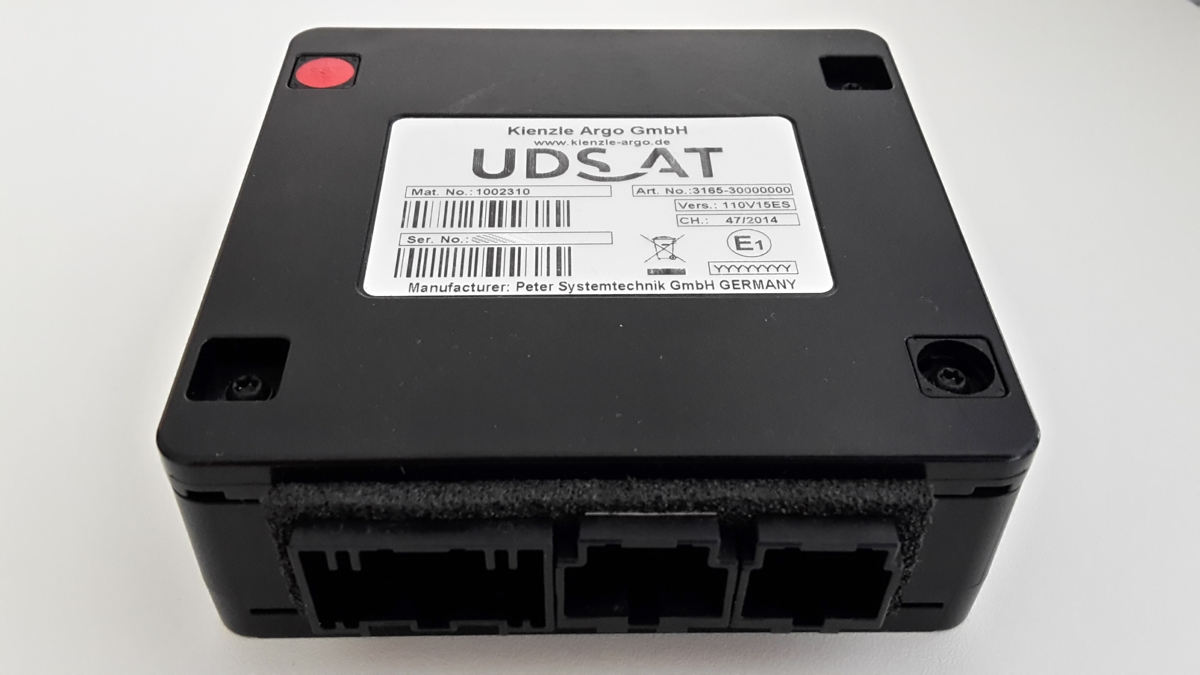
Registratore di dati incidente UDS-AT, terza generazione

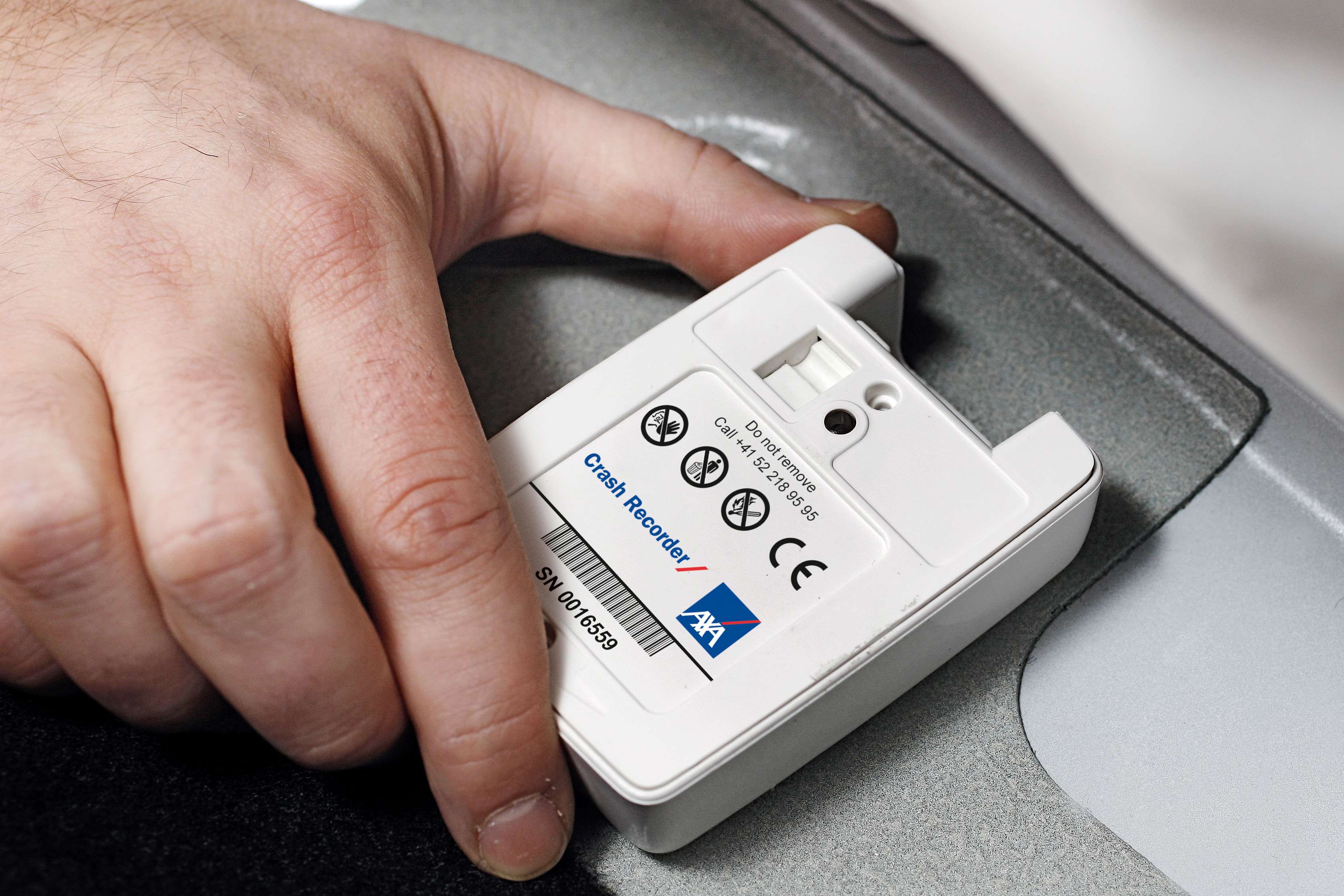
Crash Recorder

L'installazione dell'UDS (anche successiva) costa circa 700 euro e può comportare una detrazione per alcune polizze assicurative e può essere letto da un esperto tramite un cavo di interfaccia. Il registratore di dati incidentali (delle generazioni precedenti) aveva un interruttore con cui il conducente poteva cancellare i dati memorizzati immediatamente dopo un incidente, in modo da non avere prove a carico nelle successive indagini di colpevolezza; in alcuni casi però questa funzione poteva essere disabilitata, ad esempio per l'uso di veicoli aziendali.

## Tecnologia
L'UDS misura le accelerazioni, in due o tre direzioni spaziali, con sensori micromeccanici. Spesso si utilizzano diversi sistemi di sensori con risoluzioni diverse per poter registrare i processi dinamici di guida da una parte e le dinamiche di collisione dall'altra. I sistemi molto avanzati offrono anche la possibilità di misurare i movimenti rotazionali e la velocità del veicolo. Quest'ultima può, per esempio, essere calcolata dal segnale dei sensori di velocità delle ruote del veicolo. La registrazione di tutti i segnali disponibili sul bus CAN del veicolo è possibile con gli attuali dispositivi a tecnologia più elevata, così come è possibile il rilevamento di un segnale GPS per la determinazione della posizione e della velocità. A seconda del produttore, vengono registrati da 20 a 30 secondi prima e da 10 a 15 secondi dopo un evento.
Sono noti oggi (a partire dal 2018) nei paesi di lingua tedesca essenzialmente due sistemi adatti per la gestione dei dati sugli incidenti. La società Blacktrack offre una soluzione a basso costo, che viene utilizzata principalmente dal settore assicurativo (ad es. AXA Winterthur in Svizzera). Al contrario, l'UDS-AT sviluppato dal consorzio aziendale Peter Systemtechnik GmbH e Kast GmbH offre ampie possibilità di registrazione e monitoraggio del veicolo.
Secondo le istruzioni operative, la moto Kawasaki Z 800 è dotata di una memoria dati degli incidenti integrata. Registra la velocità del veicolo, la velocità dell'albero motore e l'apertura dell'acceleratore entro un breve periodo di tempo (10 s).  Anche se il produttore descrive la funzione come registratore di dati incidente, è piuttosto un registratore di dati di evento.
I registratori di percorso della Mobatime AG sono dispositivi esterni che si basano su segnali di bordo esistenti (distanza, velocità, stati operativi degli ingressi di stato) e li memorizzano in un buffer circolare per almeno gli ultimi 12 km. A differenza della registratore di dati incidente, non hanno dei sensori di misurazione propri.

## Valutazione

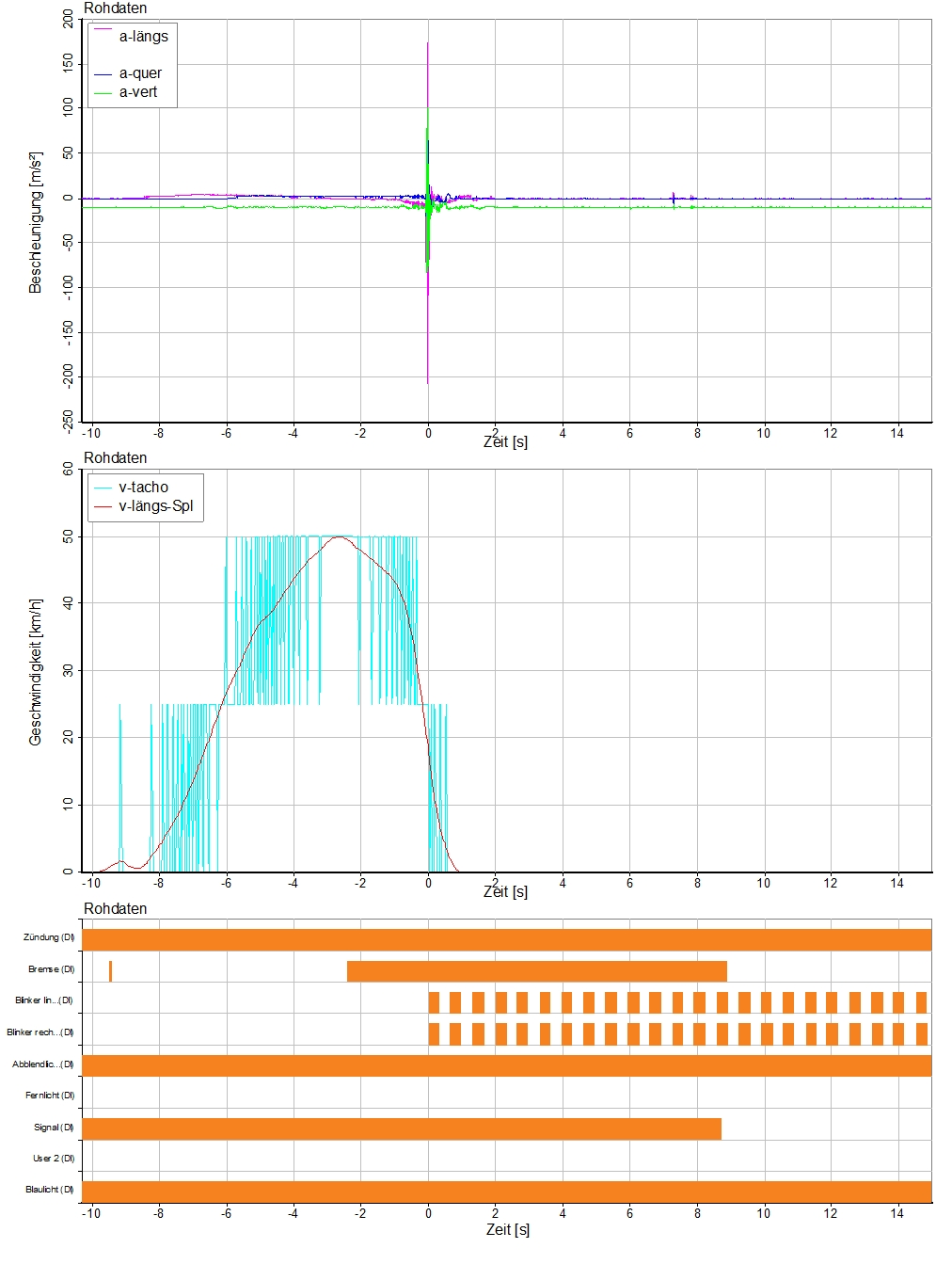
Dati di misurazione di un incidente reale da un registratore di dati incidente

La lettura dei dati di un registratore dati di un incidente richiede un software apposito.
La valutazione e l'interpretazione dei dati di misurazione di un incidente stradale richiedono conoscenze specifiche in campi come la dinamica del veicolo, ricostruzione degli incidenti e la metrologia. Per gli UDS esiste un'area ordini separata in Germania.
L'immagine a destra mostra le curve di dati (non elaborate) di un incidente reale registrato con un UDS. Le accelerazioni misurate, la velocità e i vari canali di stato sono tracciati nel tempo. Ad esempio, si può vedere che i segnali speciali del veicolo sono stati attivati prima della collisione e che il conducente stava ancora applicando il freno.

## Storia
Il registratore di dati incidente è stato inventato da Mannesmann Kienzle GmbH che ne ha depositato il brevetto nel 1992.
Lo sviluppo è iniziato in Germania nei primi anni '80 con le due società MBB e Kienzle, che hanno seguito criteri diversi. In generale, gli inventori si sono ispirati alla scatola nera degli aerei – sviluppata nei primi anni '50 da David Warren. Già nel 1973, la General Motors depositava un brevetto per un "tester di impatto del veicolo". Mannesmann Kienzle ha consegnato il primo registratore di dati incidente all'inizio del 1993.

## Automobilismo
Negli sport motoristici, i registratori di dati incidente (Accident data recorder, ADR) devono essere utilizzati in varie serie, come specificato dalla FIA. A partire dalla stagione 2015, l'uso di un ADR nel campionato di Formula 4 era obbligatorio. Nelle serie superiori l'uso è stato obbligatorio per qualche tempo. Oltre ai dati dei sensori di accelerazione montati sul veicolo, vengono misurate anche le accelerazioni che agiscono sul conducente attraverso un sensore di accelerazione posizionato nell'orecchio.
A causa delle maggiori velocità raggiunte negli sport di formula rispetto al traffico stradale, i sensori hanno un campo di misurazione di ± 150 g, con una risoluzione di 0,1 g. e mantengono memoria dei 2 s registrati prima di un evento. Con una durata degli eventi di 30 s, è possibile memorizzare i dati di 10 eventi.

## Differenza fra UDS ed EDR
Sia in una scatola nera che in un UDS, i dati sono costantemente registrati su un buffer circolare. Tuttavia, la scatola nera di solito registra per periodi più lunghi, da 17 a 25 ore. Al contrario, l'UDS salva solo alcuni secondi prima e dopo che l'evento è stato attivato (ad es. Collisione) in modo permanente.
Il termine registratore di dati di viaggio è generalmente inteso come una registrazione continua e permanente di dati e segnali durante il funzionamento di un veicolo, indipendentemente da un incidente. Tali sistemi sono spesso utilizzati nelle locomotive o nei tram. Spesso, tuttavia, un giornale di bordo elettronico viene definito come registratore dei dati di viaggio.
Un cosiddetto registratore di dati di evento (EDR) non è un registratore di dati sugli incidenti nel senso di un dispositivo autonomo, più o meno indipendente dal veicolo, poiché un EDR è solitamente un modulo elettronico aggiuntivo in un dispositivo di controllo esistente (ad es. Airbag) in auto. Gli EDR si basano esclusivamente sui segnali di bordo, mentre gli UDS dispongono di propri sensori inerziali. I veicoli con sistemi airbag memorizzano i dati relativi agli incidenti (accelerazioni da impatto, condizioni della fibbia della cintura, posizioni dei sedili, tempi di intervento) nella memoria interna dell'elettronica di intervento. Tuttavia, la dimensione dei dati varia a seconda del produttore e si estende solo per pochi secondi o frazioni. Le normative NHTSA richiedono set di dati uniformi per tutti i sistemi realizzati dal 2010 in poi.